# Verzorgingsplaats 't Strand
Verzorgingsplaats 't Strand is een Nederlandse verzorgingsplaats aan de N31 (Drachten-Zurich) bij Zurich in de gemeente Súdwest-Fryslân. Er is een bemand tankstation van Tamoil.
Richting Drachten: De Mieden · Stienkamp
Richting Zurich: De Kreilen · 't Strand